# Giulia Farnese
Giulia Farnese (Canino, 1475 – Roma, 23 marzo 1524) è stata una nobildonna italiana, amante di papa Alessandro VI.
La sua avvenenza, che le valse fra i contemporanei l'appellativo di Giulia la Bella, aprì a lei e alla sua famiglia la via del potere e della ricchezza, dando inizio alle fortune di casa Farnese.

## Biografia

### Infanzia
Giulia nacque probabilmente a Canino, nella rocca situata nel centro storico, nell'attuale Piazza Mazzini, nel 1475, da Pier Luigi I Farnese, condottiero e signore di Montalto di Castro, e Giovannella Caetani. Prima di lei, la coppia aveva già messo al mondo due maschi: Angelo e Alessandro; quest'ultimo ascese al soglio pontificio nel 1534 con il nome di papa Paolo III, e dopo Giulia nel 1478 nacque Girolama. Non si sa nulla della sua educazione, che dovette essere molto modesta, come si usava allora per le donne nelle famiglie dei signorotti di campagna, come erano allora i Farnese. La grafia delle sue tre lettere autografe è quasi infantile.
Il 12 dicembre 1484, all'età di nove anni, Giulia restò orfana di padre. La madre Giovannella ritenne opportuno dar seguito all'accordo preso anni prima tra il cardinale Rodrigo Borgia e il marito Pier Luigi circa il fidanzamento dei figli. Giulia avrebbe sposato Orsino Orsini (1473-1500) nipote del cardinale, signore di Bassanello (oggi Vasanello).

### Matrimonio
Il contratto matrimoniale fu stipulato a Roma il 20-21 maggio 1489, nella dimora del potente cardinale spagnolo Rodrigo Borgia, che tre anni dopo sarà eletto papa con il nome di Alessandro VI. Giulia aveva 15 anni ed andava in sposa ad Orsino, diciassettenne figlio di Lodovico e di Adriana de Mila, cugina del cardinale Borgia. Lo sposo era orbo di un occhio (tant'è vero che era soprannominato monoculus Orsinus) e, benché appartenesse a una famiglia di gran nome, era un personaggio scialbo e insignificante: un militare che fece di tutto per non trovarsi in battaglia.
Il matrimonio vero e proprio avvenne un anno dopo, il 9 maggio 1490 a Roma, e fu festeggiato con una grande cavalcata della nobiltà romana, come riferisce Giovanni Burcardo (Johannes Burckardt), cerimoniere papale, nel suo Liber notarum. Giulia, com'era suo dovere, seguì Orsino nel feudo di Bassanello.
Si discute se alla data delle nozze Giulia fosse già l'amante di Rodrigo Borgia, uomo molto incline alla sensualità, che aveva già avuto quattro figli dalla sua amante Vannozza Cattanei, oltre, verosimilmente, ad altri avuti da donne rimaste sconosciute. Il matrimonio per alcuni sarebbe stato un comodo paravento per la relazione, un patto scellerato tra la suocera Adriana de Mila e il cugino cardinale, che avrebbe consentito un cospicuo avanzamento di Orsino. In realtà, non soccorre nessun documento per datare l'inizio della relazione. Tutto il resto è congetturale.
Si discute anche se la figlia di Giulia, Laura Orsini, nata il 30 novembre 1492, fosse di Orsino o di Rodrigo. È certo che i Farnese (e in particolare Alessandro, fratello di Giulia) cercarono di trovarle marito fin dalla più tenera infanzia, spacciandola per figlia del papa. Tuttavia è da notare che Alessandro VI, mentre fu sempre generosissimo con i suoi figli (anche con quelli di cui non conosciamo il nome), fece ben poco per Laura. Forse si limitò ad assecondare le mire dei Farnese, convalidando con il suo silenzio una menzogna che non poteva nuocergli.

### Amante di Rodrigo Borgia

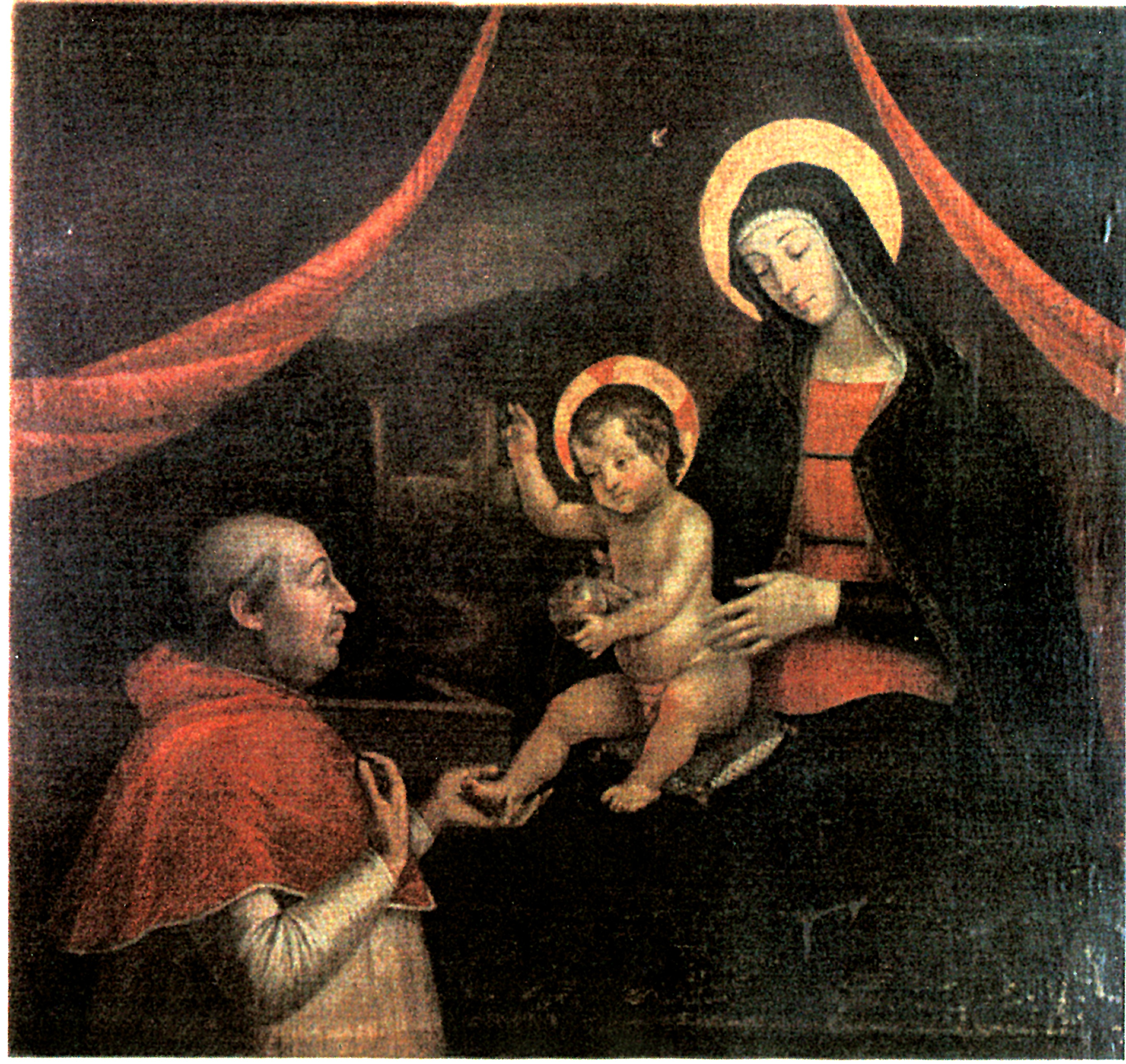
Gesù Bambino delle Mani copia dal Pinturicchio di Pietro Facchetti. Il volto di Maria sarebbe quello di Giulia Farnese.

La relazione era certamente consolidata nel 1493, quando troviamo Giulia a Roma, lontana dal marito, insediata nel palazzo del cardinale Giovan Battista Zeno in Santa Maria in Portico (attiguo al Vaticano, dove si trova il colonnato del Bernini) insieme alla figlia del papa, Lucrezia Borgia, sotto la tutela compiacente della suocera Adriana de Mila. Vi riceve i postulanti che chiedono grazie dal papa; si prodiga in particolar modo per far ottenere un pingue beneficio ecclesiastico a Lorenzo Pucci, cognato della sorella Girolama, che in seguito sarà cardinale e datario pontificio. Il 20 settembre 1493 Alessandro Farnese è fatto cardinale. Gli sarà affibbiato il nomignolo di "cardinal fregnese", per irridere al modo ignobile con cui è pervenuto alla carica. Il 14 novembre 1494 sarà investito anche della legazione del Patrimonio di san Pietro, che rendeva 100 ducati al mese e che permetteva di governare il territorio nel quale i Farnese erano radicati. Da parte loro Adriana de Mila e Orsino Orsini ottengono i feudi di Carbognano e Julianello (oggi Vignanello).
Giulia era ormai a tutti gli effetti l'amante riconosciuta del papa, completamente accecato dalla passione per quella giovane bella e conturbante, tanto che i contemporanei presero ad appellarla concubina papae. Quella che avrebbe dovuto essere una semplice storia di letto si trasformò in un'incontenibile passione senile, devastante e ossessiva, la cui fiamma brillò a lungo, alimentata da un desiderio oscuro e da una gelosia morbosa e a tratti delirante: papa Alessandro arrivò al punto di minacciare Giulia di scomunica se si fosse allontanata da lui.

### Fine del concubinato
Il 12 giugno del 1493 si svolge la cerimonia nuziale fra la tredicenne Lucrezia, figlia del Papa, e Giovanni Sforza, signore di Pesaro. Il matrimonio vero e proprio avrà luogo soltanto un anno dopo, a causa di vari impedimenti (e anche per l'acerbità della fanciulla). Pochi giorni dopo la consumazione del matrimonio i due sposi novelli partono per Pesaro; Giulia e Adriana de Mila li accompagnano e si trattengono nelle Marche per alcune settimane, anche se il papa è impaziente di riavere indietro Giulia e ne sollecita il ritorno.
Nel frattempo le truppe del re di Francia Carlo VIII, che a primavera ha invaso l'Italia, reclamando la corona del regno di Napoli, stanno dilagando verso sud senza incontrare una seria resistenza. Preoccupato per l'incolumità dell'amata, il papa le ordina di rientrare. Giunge, però, la notizia che Angelo Farnese, fratello di Giulia, versa in gravi condizioni nella rocca di Capodimonte. Sfidando l'ira papale, Giulia parte immediatamente per recarsi al capezzale di Angelo, che troverà già morto (12 luglio). Giulia stessa e il fratello Alessandro si ammalano; il papa manda i suoi medici per curarli.
Sul far dell'autunno la situazione sembrò precipitare: alle insistenze minacciose del papa che pretendeva il ritorno di Giulia a Roma si aggiunsero le recriminazioni e le minacce di Orsino che esigeva a gran voce il rientro della moglie a Bassanello. La situazione fu affrontata dal Borgia alla sua solita maniera: con arrogante determinazione scrisse parole durissime contro di lei e contro la stessa Adriana, minacciando entrambe di scomunica; tempestò di lettere velenose tutti i suoi interlocutori, tra cui il cardinale Alessandro Farnese e lo stesso Orsino, rinfacciando loro i grandi benefici concessi ed arrivando a minacciarli di scomunica e confisca dei beni, qualora si fossero opposti al suo volere.
L'intimidazione ebbe successo, poiché Giulia, la suocera e la sorella Gerolama si rimisero in viaggio verso Roma. Ma all'altezza di Viterbo, il corteo delle dame, scortato da trenta cavalieri che il Papa aveva appositamente inviato da Roma, fu intercettato da un'avanguardia dell'esercito francese. I trenta cavalieri "da parata", più che da combattimento, non tentarono alcuna resistenza. I francesi, saputo con chi avevano a che fare, pensarono di trarne il massimo profitto: sequestrarono le tre dame chiedendo un riscatto fissato in tremila ducati. Il papa mosse tutte le pedine diplomatiche possibili e dopo qualche giorno, grazie all'interessamento personale di Carlo VIII, le tre dame ripresero il viaggio verso Roma scortate da un vero e proprio esercito. Entrarono a Roma il primo dicembre e, a quanto si racconta, Giulia trascorse la notte in Vaticano, immediatamente perdonata per la sua insolenza dall'amorevole pontefice.

### Fuga da Roma
Le notizie sull'avanzata di Carlo VIII erano sempre più preoccupanti e a Roma si diffondeva una paura crescente. Il Papa non aveva alcuna intenzione di lasciare la Santa Sede, nonostante molti glielo suggerissero caldamente. Giulia, tornata da pochi giorni, temeva per sé stessa e per la figlia e non desiderava altro che abbandonare Roma il più in fretta possibile. Per questo motivo si rivolse al fratello Alessandro chiedendogli di aiutarla ad organizzare una rapida partenza dalla città. Due settimane prima dell'arrivo di Carlo VIII e dei suoi soldati, Giulia lasciava Roma all'insaputa del papa. Da quel momento, Alessandro VI non avrebbe mai più rivisto la sua amata.
Dove si sia recata Giulia dopo quella fuga non è certo. È possibile che abbia raggiunto il marito a Bassanello, o che si sia rifugiata direttamente nel castello di Carbognano, dove la ritroviamo qualche anno dopo. Di sicuro si sa che nell'anno 1500, proprio a Bassanello, morì Orsino. I suoi possedimenti furono ereditati da Laura, su cui continuava ad aleggiare il sospetto della paternità del Borgia.

### A Carbognano
Di Giulia si ritrovano le tracce verso la fine del 1503.  Il 18 agosto di quell'anno Papa Alessandro era morto e la rovina cominciava ad abbattersi su casa Borgia. Per i Farnese era tempo di affidare ad altri la propria fortuna e fu ancora una volta Giulia ad essere protagonista di uno dei momenti-chiave di questa ascesa. Dopo il breve pontificato di Pio III, che morì ad un mese dall'elezione, il conclave elesse papa Giuliano della Rovere che assunse il nome di Giulio II. La Bella, ormai trentenne, tornò a Roma per combinare proficue nozze per la sua unica figlia. L'astro dei Della Rovere era al suo apogeo e Giulia comprese bene l'opportunità di un matrimonio con questa potente casata. Le trattative andarono a buon fine, tanto che il 15 novembre 1505 la tredicenne Laura Orsini sposò Niccolò della Rovere, figlio di una sorella del Pontefice.
Il 1506 è l'anno nel quale Giulia assunse il governo di Carbognano, il feudo che Alessandro VI aveva donato ad Orsino. La Bella prese dimora nel castello della cittadina, sul portale del quale, anni dopo, fu inciso il suo nome. Le cronache del castello raccontano che Giulia fu un'abile amministratrice e seppe tenere il governo delle sue terre con mano ferma ed energica, mentre a Roma suo fratello proseguiva nella sua brillante carriera ecclesiastica. Per Giulia il tempo degli amori non era finito. Nel 1509 sposò Giovanni Capece Bozzuto, figlio di Cesare Maria, signore di Afragola, ed esponente della piccola nobiltà napoletana. Nell'ottobre 1517 Giulia, a 43 anni, restò vedova per la seconda volta.

### Morte
Giulia rimase a Carbognano fino al 1522. Lasciato il castello, fece ritorno a Roma, dove trascorse gli ultimi due anni della sua esistenza. Il 23 marzo 1524, nel grande palazzo del cardinale Alessandro, Giulia Farnese morì per cause sconosciute all'età di 48-49 anni. Dieci anni dopo, suo fratello ascese al trono di san Pietro con il nome di Paolo III.
Quanto alla figlia Laura, dal matrimonio con Niccolò della Rovere ebbe tre figli, che ereditarono i possedimenti derivati loro da Orsino. Una di questi, Elena, andò in sposa a Stefano Colonna, dei principi di Palestrina, che acquisirono la proprietà nel 1577.

## La bellezza di Giulia Farnese

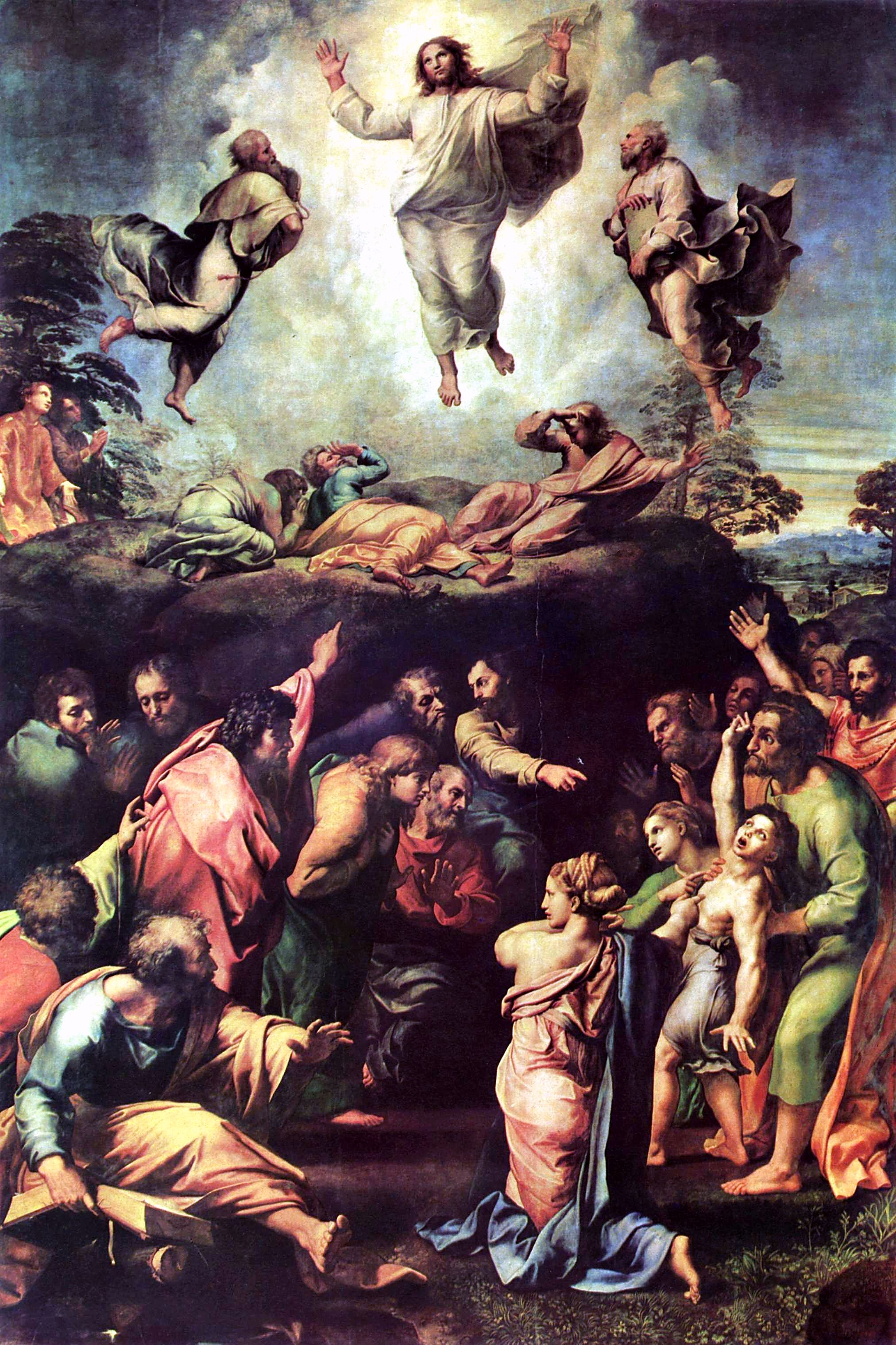
La trasfigurazione di Raffaello Sanzio.
Giulia la Bella è la donna in ginocchio in primo piano nel quadro.

Vincenzo Calmeta, che ne traccia una breve biografia, dice che Giulia era "di tanta suprema bellezza che ogni un  [ognuno] che la vedeva stimava in lei essere qualche parte di divinità".
I pochi elementi che ci sono giunti relativi alla sua descrizione fisica si trovano in due lettere scritte al tempo del suo massimo fulgore. La prima fu scritta da Lorenzo Pucci, cognato della sorella Girolama, al fratello Giannozzo Pucci, da Roma, il 24 dicembre 1493. Era stato a trovarla nel palazzo romano dove viveva insieme a Lucrezia Borgia e fra l'altro diceva:
La seconda fu scritta da Giacomo Dragoni al cardinale Cesare Borgia, da San Lorenzo l'11 luglio 1494. Lo scrivente riferiva una specie di gara di bellezza che si era tenuta a Pesaro fra Giulia e la nobildonna Caterina Gonzaga: la prima una bruna bellezza mediterranea, la seconda una bellezza padana dai capelli biondi, gli occhi azzurri, la pelle candida. In quella circostanza vinse la Gonzaga:
Della bellezza leggendaria di Giulia Farnese, di cui tanto si parlò ai suoi tempi e di cui ancora oggi si scrive, non sono conservate testimonianze, si fanno solo supposizioni; tra queste si fa notare uno dei personaggi che compaiono ne La trasfigurazione di Raffaello: il grande artista urbinate avrebbe impresso in quella figura, ad eterna e imperitura memoria, le mirabili fattezze di Giulia la Bella.
Il Vasari nelle sue Vite, identifica Giulia nella Madonna con Bambino dipinta dal Pinturicchio nella Sala dei Santi dell'appartamento Borgia in Vaticano. Quest'ultima potrebbe essere l'ipotesi più credibile, sia per l'attendibilità della fonte, sia per la plausibilità del fatto: Giulia era la favorita di Alessandro VI ed è verosimile che questi abbia voluto vederla in effigie nel suo appartamento. Tanto più che nello stesso è raffigurata anche Lucrezia Borgia, figlia del Papa e grande amica di Giulia.
C'è chi ritiene che la mancanza di immagini sia dovuta ad una sorta di damnatio memoriae a cui Giulia sarebbe stata sottoposta per volere di Papa Paolo III a cui ricordava il motivo della sua investitura a cardinale, prima, e appariva poi come un possibile ostacolo sulla strada delle proprie ambizioni al soglio pontificio; avrebbe così fatto eliminare tutti i ritratti di Giulia, il cui ricordo era fonte di grande imbarazzo.
Di recente, una studiosa romana ha ipotizzato l'identificazione con Giulia Farnese di uno dei personaggi che compongono la parte destra del mosaico absidale nella basilica di Santa Pudenziana a Roma.

## Giudizi
Vincenzo Calmeta, che l'aveva non solo vista e conosciuta, ma vi aveva anche "lungamente come amico e domestico" conversato,  in un certo senso giustifica la relazione di Giulia col Pontefice. Nel paragonarla infatti all'altra famosissima amante dell'epoca, Cecilia Gallerani, egli loda le virtù dell'una e dell'altra, ricordando ai lettori che entrambe erano state vendute dai loro parenti ad amanti ricchi e potenti quando erano ancora giovanissime e sprovvedute. Giulia sarebbe stata in questo caso prostituita dalla suocera Adriana, a sua volta adusa a simili atti, e corrotta dunque dall'ambiente malsano in cui si era trovata a vivere:
(Vincenzo Calmeta, Cecilia Gallerani e Giulia Farnese.)

## Ascendenza
|                            |                                    |                                       | Genitori                          |  |  | Nonni                       |  |  | Bisnonni                            |  |
|                            |                                    |                                       |                                   |  |  | Ranuccio Farnese il Vecchio |  |  | Pietro Farnese, Signore di Montalto |  |
|                            |                                    |                                       |                                   |  |  | Ranuccio Farnese il Vecchio |  |  | Pietro Farnese, Signore di Montalto |  |
|                            |                                    | Pentesilea Dolci                      |                                   |  |  | Ranuccio Farnese il Vecchio |  |  |                                     |  |
| Pier Luigi Farnese Seniore |                                    |                                       |                                   |  |  | Ranuccio Farnese il Vecchio |  |  |                                     |  |
|                            |                                    | Agnese Monaldeschi                    | Angelo Monaldeschi                |  |  |                             |  |  |                                     |  |
|                            |                                    | Agnese Monaldeschi                    | Angelo Monaldeschi                |  |  |                             |  |  |                                     |  |
|                            |                                    | Agnese Monaldeschi                    | ...                               |  |  |                             |  |  |                                     |  |
| Giulia Farnese             |                                    | Agnese Monaldeschi                    |                                   |  |  |                             |  |  |                                     |  |
|                            | Onorato Caetani, Duca di Sermoneta | Giacomo Caetani, Signore di Sermoneta |                                   |  |  |                             |  |  |                                     |  |
|                            | Onorato Caetani, Duca di Sermoneta | Giacomo Caetani, Signore di Sermoneta |                                   |  |  |                             |  |  |                                     |  |
|                            | Onorato Caetani, Duca di Sermoneta | Giovanella Orsini                     |                                   |  |  |                             |  |  |                                     |  |
| Giovanna Caetani           | Onorato Caetani, Duca di Sermoneta |                                       |                                   |  |  |                             |  |  |                                     |  |
|                            |                                    | Caterina Orsini                       | Francesco Orsini, Duca di Gravina |  |  |                             |  |  |                                     |  |
|                            |                                    | Caterina Orsini                       | Francesco Orsini, Duca di Gravina |  |  |                             |  |  |                                     |  |
|                            |                                    | Caterina Orsini                       | Flavia Scilliato                  |  |  |                             |  |  |                                     |  |
|                            |                                    | Caterina Orsini                       |                                   |  |  |                             |  |  |                                     |  |